# Андреј Тупољев
Андреј Николајевич Тупољев (рус. Андрей Николаевич Туполев; Пустомазово, 10. новембар 1888 — Москва, 23. децембар 1972) је био совјетски генерал и конструктор авиона који је током свог радног века конструисао више од 100 типова авиона. Посебно познат по бомбардерима и путничким авионима. Успешан пројектант авиона, у светским размерама. Основао је 1922. године ОКБ 156 Тупољев (Опитни Конструкциони Биро - Тупољев) прву фирму за пројектовање и производњу авиона у Совјетском Савезу.

## Биографија
А. Н. Тупољев је рођен 10. новембра 1888. године у селу Пустомазово, Тверска губернија, у породици нотара. Завршио је средњу школу у месту Тверу, а 1908 уписао се у Виши техничку школу у Москви у којој је предавао чувени руски научник Н. Е. Жуковски. У школи је Тупољев интензивно радио у кружоку за ваздухопловство и врло брзо постао један од најбољих ученика Жуковског. Када је 1918. године дипломирао Тупољев је заједно са Жуковским основао Централни аеро хидродинамиччки институт ЦАГИ (рус. Центральный аэро гидродинамический институт) који је постао највећи центар за развој ваздухопловне науке у свету.

## Преглед пројеката авиона А. Н. Тупољева
| - Путнички авиони - Ту-104 - Ту-114 - Ту-124 - Ту-134 - Ту-144 - Ту-154 - Војни авиони - Ту-2 - Ту-4 - Ту-14 - Ту-16 - Ту-20/Ту-95 - Ту-22 - Ту-22М/Ту-26 - Ту-28/Ту-128П - Ту-126 - Ту-142 - Беспилотне летилице - Ту-121Ц - Ту-123 - Ту-139 - Ту-141 - Ту-143 |  | - Експериментални - Ту-1 - Ту-6 - Ту-8 - Ту-10 - Ту-12 - Ту-70 - Ту-75 - Ту-80 - Ту-82 - Ту-85 - Ту-91 - Ту-93 - Ту-96 - Ту-98 - Ту-102 - Ту-105 - Ту-107 - Ту-110 - Ту-116 |  | - Историјски - АНТ - АНТ-1 - АНТ-2 - АНТ-3/Р-3 - АНТ-4/ТБ-1 - АНТ-5/И-4 - АНТ-6/ТБ-3 - АНТ-7/Р-6/КР-6/МР-6 - АНТ-8/МДР-2 - АНТ-9/ПС-9 - АНТ-10/Р-7 - АНТ-11/МТБТ - АНТ-12/И-5 - АНТ-13/И-8 - АНТ-14 - АНТ-16/ТБ-8 - АНТ-20/ПС-124 - АНТ-21/МИ-3 - АНТ-22/МК-1 - АНТ-23/И-12 - АНТ-25/РД - АНТ-27/МДР-4/МТБ-1 - АНТ-29/ДИП-1 - АНТ-31/И-14 - АНТ-35/ПС-35 - АНТ-36/ДБ-1 - АНТ-37/ДБ-2 - АНТ-40/СБ/ПС-40/ПС-41 - АНТ-42/ТБ-7/Пе-8 - АНТ-43 - АНТ-44/МТБ-2 - АНТ-46/ДИ-8 - АНТ-51/ББ-1/Су- - АНТ-58/ФБ/ТУ-2 |

## Државне награде
- троструки херој социјалистичког рада 1945, 1957 и 1972. године,
- четвороструки добитник Стаљинове награде 1943, 1948, 1949, и 1952. године,
- добитник Лењинове награде 1957. године,
- добитник Државне награде Совјетског Савеза 1972. године,
- добитник награде Жуковски Совјетског Савеза 1958. године,
- добитник награде Леонардо да Винчи 1971. године,

## Одликовања
- осмоструки носилац ордена Лењина 1933, 1945, 1947, 2x 1949, 1953, 1958, и 1968. године,
- орден Окробарске револуције 1971. године,
- двоструки носилац ордена Црвене заставе за рад 1927 и 1933. године,
- орден Црвене звезде 1933. године,
- орден Суворова II степена 1944. године,
- орден Отаџбинског рата првог степена,
- орден Георги Димитрова (Бугарска 1964).

## Медаље
- Значка части (1936),
- Златна медаља ФАИ за Авијацију,
- Златна медаља Оснивача Авијације Француска (1971),

## Признања
- академик Академије наука Совјетског Савеза,
- депутат Врховног Совјета Совјетског Савеза,
- генерал-пуковник Техничке службе-инжењерство,
- почасни грађанин Париза (1964), Њујорка (1968) и града Жуковски Московска област (1968),
- почасни члан Краљевског ваздухопловног друштва В. Британије (1970),
- почасни члан Америчког института за аеро-наутику и астронаутику (1971),
- Факултет за ваздухопловство у Казању од 1973. године носи име Тупољева,
- подигнут му је споменик (биста) у граду Криму,
- по њему су добиле назив улице у градовима Доњецку, Кијеву, Прагу и Омску,
- године 1988. издата је поштанска марка Совјетског Савеза посвећана А. Н. Тупољеву.